# Hironoshin Furuhashi
Hironoshin Furuhashi (Japans: 古橋廣之進, Furuhashi Hironoshin) (Hamamatsu, 16 september 1928 – Rome, 2 augustus 2009) bijgenaamd Fujiyama no Tobiuo (de vliegende vis van Fujiyama) was een Japans zwemmer." Hij had wereldrecords in handen op de 400 m, 800 m, 1500 m en 4 x 200 m vrije slag. Hij nam eenmaal deel aan de Olympische Spelen, maar won won hierbij geen medailles.

## Biografie
Japan mocht als verliezer van de Tweede Wereldoorlog niet deelnemen aan de naoorlogse Olympische Spelen van 1948, maar Furuhashi zwom tegelijkertijd tijden in Tokio die onder deze van de olympische winnaars lagen. Hij werd in 1949 uitgenodigd op de Amerikaanse zwemkampioenschappen in Los Angeles en vestigde er drie wereldrecords. Doordat hij in 1951 malaria had opgelopen, was hij niet voldoende voorbereid om op te vallen op de Olympische Spelen van 1952 in Helsinki. Bij deze Spelen behaalde hij een achtste plaats in de finale op de 400 m vrije slag.
Furuhasi overleed tijdens de Wereldkampioenschappen zwemmen 2009 in Rome in augustus 2009.

## Wereldrecords
- 1949 Zwemkampioenschappen van de Verenigde Staten
  - 400 m vrije slag 4.33,3
  - 800 m vrije slag 9.33,5
  - 1500 m vrije slag 18.19,0

- International Standard Name Identifier: 0000 0000 8439 3737
- Library of Congress Control Number: nr97027397
- Bibliotheek van het Japanse parlement: 00014664
- Virtual International Authority File: 34364153
- WorldCat: E39PBJmdqYpY8G63dr3WHpYHG3